# Tropaeolum lindenii
Tropaeolum lindenii là một loài thực vật có hoa trong họ Tropaeolaceae. Loài này được Wallis, emend. Hughes miêu tả khoa học đầu tiên năm 1922.